# Csillag Patrik
Csillag Patrik (eredeti név: Patrick Star) egy kitalált karakter, a SpongyaBob Kockanadrág című rajzfilmsorozat egyik szereplője, Spongyabob legjobb barátja. Eredeti hangja Bill Fagerbakke; magyar hangja Bognár Tamás. Először a sorozat legelső epizódjában, az Alkalmazott kerestetikben jelent meg.

## Karaktere
Patrik egy tengericsillag. Iszonyatosan buta és nehéz felfogású, valamint legalább annyira naiv, mint Spongyabob. Gyakran szokott nyáladzani, ezt többnyire álmában teszi vagy akkor, amikor valamit nem tud megérteni. Spongyabobhoz hasonlóan szeret buborékot fújni, medúzákra vadászni és Erőberő és Kobakát nézni.
Patrik általában csak egy zöld nadrágot hord, rajta lila virágokkal, alváskor pedig néha kék és fehér csíkos pizsamát vesz fel, de többször lehet látni alsónadrágban vagy éppen meztelenül is.
Patrik egy sziklában lakik Tintás Tunyacsáp és Spongyabob szomszédságában. A házában általában csak egy zöld fotel, egy sárga lámpa és egy tévé található, bár néha felbukkan egy ágy és egy éjjeliszekrény, meg néhány kép. Amikor több bútor is található a házban akkor azok általában homokból vannak elkészítve.
A "ház" felépítése is sokszor változik a sorozatban. Legtöbbször egy szikla egy lyuk felett, néha több szobás ház és van, amikor maga a szikla üreges. Az Otthon, édes ananász című részben Patrik a szikláját még csak takarónak használta.
A karakternek nincs munkája, a nap nagy részében otthon heverészik. Több olyan eset is előfordult, amikor alkalmazták a Rozsdás Rákollóban, de valamilyen ok miatt végül mindig kirúgták. A Szakácsjátékok és A trutymó szutykos című részben Planktonnak dolgozott a Veszélyes Vödörben, de általában ez se tartott sokáig.
Patrik legeslegjobb barátja Spongyabob Kockanadrág, akivel rengeteg közös hobbijuk van. Barátkozik Szandival is, bár vele többször kerül vitás helyzetbe. Ő is a barátjának tartja Tintás Tunyacsápot, de néha megérzi, hogy igazából Tunyacsáp gyűlöli őket, ám erről Spongyabob mindig lebeszéli.
Patriknak eddig a szüleit valamint a nővérét, Panni-t láthattuk, de az Íme a király című epizód szerint rokonságban van Spongyabob háziállatával, Csigusszal.
Az Üresfejűek című részben két, nagyjából komplett tengericsillag, Marci és Judit meglátogatják Patrikot, de az epizód végén kiderül hogy nincs is gyerekük és semmi közük nincs Patrikhoz, szóval ők is ugyanolyan idióták, mint Patrik.